# 二碘甲硅烷
二碘甲硅烷是一种卤代硅烷，化学式 SiH2I2。

## 制备
二碘甲硅烷可以由苯基甲硅烷和碘在 -20 °C 的乙酸乙酯催化下反应，或是二苯基甲硅烷和过量的碘化氢在 −40 °C下反应而成。
{\displaystyle \mathrm {(C_{6}H_{5})_{2}SiH_{2}+2\ HI\longrightarrow SiH_{2}I_{2}+2\ C_{6}H_{6}} }

## 性质
二碘甲硅烷是一种无色液体，极易溶于碳氢化合物和氯代溶剂，和含氮或含氧的溶剂反应。在气态下，Si–I 键长是 242.3 pm，I–Si–I 的键角是 110.8°。

## 用处
二碘甲硅烷可以用来制备氟代多巴 (18F-DOPA)，也用于有机合成。